# Dendrophyllia semiramea
Espèce
Dendrophyllia semiramea est une espèce de coraux appartenant à la famille des Dendrophylliidae.